# Sandhoe
Sandhoe – osada w Anglii, w hrabstwie Northumberland. Leży 28 km na zachód od miasta Newcastle upon Tyne i 408 km na północ od Londynu.